# Joseph Bethenod
Joseph Frédéric Julien Bethenod (* 28. April 1883 in Lyon; † 21. Februar 1944 in Paris) war ein französischer Elektroingenieur, der für Entwicklungen in der Radiotechnik bekannt ist.
Bethenod studierte an der École Centrale de Lyon und war Assistent von André-Eugène Blondel. Während des Militärdienstes 1906/07 kam er in der Einheit von Gustave-Auguste Ferrié mit Radiotechnik in Berührung. 1910 war er an der Gründung der Firma für Radiotechnik Société française radio-électrique durch Émile Girardeau beteiligt. Zuletzt war er einer der Direktoren der Compagnie générale de la télégraphie sans fil.
Bethenod publizierte rund 150 Aufsätze und hielt rund 300 Patente zu Radiotechnik und Elektrotechnik, zum Beispiel zu Elektromotoren (Geschwindigkeitsregelung von Induktionsmotoren, Phasendiagramme).
Bethenod erhielt 1937 den Poncelet-Preis. 1942 wurde er Mitglied der Académie des sciences. 1936 war er Präsident der französischen Gesellschaft der Elektriker.